# 朴星雄
朴星雄（1973年1月9日—），韓國男演員，常見譯名為「朴成雄」、「朴誠雄」等，畢業於韓國外國語大學法律學院法學學系。

## 演藝經歷

### 1997年至2012年
1997年客串《No.3》電影出道，在電影《日出城市》和電視劇《太王四神記》等電影電視劇中客串及飾演配角 。 
2008年10月18日朴星雄與演員申恩廷舉行婚禮結為夫婦 。
2010年首次主演驚悚電影《汝矣島》，同年參演KBS長篇勵志劇《麵包王金卓求》 ，本劇單集最高收視率AGB全國49.3%。
同年，參加SBS綜藝節目《強心臟》 E56 《花樣女子特輯：是強大還是柔弱》。
2011年參演根據曾獲韓國漫畫大獎的同名漫畫改編的tvN電視劇《Birdie Buddy》 。
2012年參演根據韓國漫畫家徐英萬的同名漫畫改編的KBS水木劇《新娘面具》，以日帝佔領時期的1930年為背景，講述了韓國版超級英雄的故事，朴星雄飾演東震敢死隊隊長 。

### 2013年至2016年
2013年參演犯罪黑幫電影《闇黑新世界》，該片以468萬觀影人次刷新當年韓國19禁電影的票房紀錄 。 
2013年4月主演tvN電視劇《驚豔的她》，8月主演KBS電視劇特輯《Drama Special－奇妙的同居》，同年參加SBS綜藝節目《Running man》 E132-雙重間諜。
2014年參演電影《為了皇帝》，朴星雄扮演釜山最大高利貸組織皇帝信貸的代表鄭尚河，是個對手下夠義氣、值得信賴，但在金錢和生意上卻絲毫沒有憐憫之心的角色，並友情出演電影票房1425萬人次的《國際市場》 。
2015年
3月，參演電影《殺人委託》，朴星雄憑在片中飾演無情冷血殺人犯曹強天 ，獲得《第51屆百想藝術大賞》 最佳男配角提名 。 
6月，主演tvN月火劇《隱藏身份》，朴星雄扮演為追查父親死亡真相而成為特別組的首長張武元。
9月，主演驚悚懸疑電影《辦公室》，是個講述殘忍殺害家人後隱姓埋名的平凡白領，在重新來到公司上班後，同事們逐一失踪的故事。
10月10日，朴星雄與秋瓷炫一起擔任第20屆《釜山國際電影節》閉幕式主持人。
12月29日，搭檔俞承豪和朴敏英主演SBS水木劇《Remember-兒子的戰爭》，飾演為脫離一窮二白的生活，走上追逐金錢的流氓律師，該劇以全國最高收率AGB 20.3%位列同檔劇收視冠軍 。
2016年
4月，搭檔韓孝周、千玗嬉兩位青龍影后和柳演錫主演電影《解語花》，該片以1940年代的朝鮮京城為背景，講述了美貌與智慧兼具的歌妓故事。
2016年12月15日至2017年3月5日，出演韓國音樂劇《終極保鑣》Bodyguar，搭檔鄭善雅、Yangpa、孫勝妍、李鐘赫。

### 2017年至今
2017年
4月21日，主演JTBC金土迷你連續劇《Man to Man》，搭檔朴海鎮、金玟廷、蔡貞安及延政勳，講述多才多藝的謎樣男子金蔎雨（朴海鎮 飾）成為超級巨星呂雲光（朴星雄 飾）的保鑣後，所捲入的事件該如何被解開的故事
5月參演電影《石造邸宅殺人事件》，搭檔高洙、金柱赫。
11月2日，出演方銀珍執導的愛情劇情電影《METHOD》，搭檔吳承勳、尹承雅。
11月22日，參演韓國犯罪電影《騙徒》搭檔玄彬、劉智泰 、裴晟佑 。
2018年
6月9日，主演OCN經典系列電視劇《火星生活》，搭檔鄭敬淏、高我星，此劇改編自同名英劇，講述因為突發事件穿越到過去的警察，為了恢復原來生活而解決連環殺人案的故事。
9月，參演電影《 安市城》，由《我的流氓愛人》的金光植執導，並由趙寅成、南柱赫等人所領銜主演。
9月，參演古裝動作電影《 灼鼠之變：怪物的襲擊》，由金明民、惠利、金吝勸主演；以及參演劇情電影《 Happy Together-》，由朴星雄、宋詩曦主演，講述男主人公作為家長而打算放棄自己夢想後發生的故事。
10月，在tvN水木連續劇《從天而降的一億顆星》飾演刑警劉真國，搭檔徐仁國、庭沼玟。
2019年
1月，出演電影《你的名字叫薔薇》，由柳好貞 、吳正世、蔡秀彬等人所領銜主演；以及奇幻喜劇電影《我身體裡的那個傢伙》， 由振永、羅美蘭主演，該片主要講述了黑幫老大張判水和高中生金東賢因為意外，靈魂發生互換的故事。
7月，出演tvN奇幻愛情劇《當惡魔呼喊你的名字時》飾演惡魔柳／牟太江，由鄭敬淏、朴星雄、李雪、李伊主演，此劇描述將靈魂賣給惡魔的年輕明星作曲家，為了延長合約，需要再交給惡魔其他人的靈魂做交易，以此展開的探討人性且神秘的奇幻愛情故事。
2020年
3月，出演OCN週末經典電視劇《RUGAL》飾演黃德九，此劇改編自同名網漫，由崔振赫、朴星雄、趙東赫、鄭惠仁主演。
8月，出演電影《Okay! 夫人》，由嚴正化、朴星雄、李相侖、裴正南、李先彬主演，講述麻花餐廳老闆“美英”和電腦維修專家“石煥”夫婦在人生第一次家庭旅行中為了救助家人而展開的愉快動作喜劇。

## 個人生活
妻子為演員申恩廷。2007年在MBC傳奇神話劇《太王四神記》中，朴星雄和申恩廷作為劇中的情侶分別扮演了朱武治和達飛，深受觀眾喜愛。
2008年6月1日朴星雄在日本大阪京瓷巨蛋球場舉行的《太王四神記》相關活動中，在接受采訪時證實了與申恩廷因出演電視劇結成姻緣。同年8月，兩人共同出演了《伊甸園之東》，10月18日朴星雄和申恩廷在江原道洪川郡大明度假村舉行婚禮，銀幕情侶修煉成真正夫妻。
2009年3月，夫妻兩人三度合作出演MBC情景喜劇《泰熙慧喬智賢》，在該劇中，申恩廷飾演一位從海外回韓做短暫逗留的一個角色，與朴星雄上演了相親戲。
2018年申恩廷客串《火星生活》扮演朴星雄劇中妻子。

## 影視作品

### 電視劇
| 年份   | 電視台  | 劇名                     | 角色           | 備註           |
| 2002年 | KBS     | 尋求陽光                 | 文斗植         |                |
| 2007年 | KBS     | 幸福的女人               | 崔俊植         |                |
| 2007年 | KBS     | 讓我們幸福的幾個問題     |                | （共2集）      |
| 2007年 | MBC     | 太王四神記               | 主武峙         |                |
| 2008年 | MBC     | 伊甸園之東               | 白成炫         |                |
| 2009年 | SBS     | 該隱與亞伯               | 吳康哲         |                |
| 2009年 | MBC     | 泰熙慧喬智賢             | 成雄           |                |
| 2010年 | KBS     | 麵包王金卓求             | 趙振九         |                |
| 2010年 | MBC     | 金枝玉葉向錢衝           | 方誠雄         |                |
| 2010年 | SBS     | 雅典娜：戰爭女神         | 傭兵           |                |
| 2011年 | MBC     | 階伯                     | 金庾信         |                |
| 2011年 | tvN     | Birdie Buddy             | 崔東莞         |                |
| 2011年 | MBC     | 絕頂                     | 康文碩         |                |
| 2011年 | KBS     | 榮光的在仁               | 徐仁哲         | 主演           |
| 2012年 | KBS     | 新娘面具                 | 東鎮           |                |
| 2013年 | tvN     | 驚豔的她                 | 孔政漢         | 主演           |
| 2013年 | KBS     | Drama Special—奇妙的同居 | 李秀賢         | 主演           |
| 2015年 | tvN     | 隱藏身份                 | 張武元         | 主演           |
| 2015年 | SBS     | Remember—兒子的戰爭      | 朴東浩         | 主演           |
| 2016年 | OCN     | 38師機動隊               | 流氓           | 特別出演       |
| 2017年 | JTBC    | Man to Man               | 呂雲光         | 主演           |
| 2017年 | JTBC    | 加油吧威基基             | 朴星雄         | 特別出演       |
| 2018年 | OCN     | 火星生活                 | 姜東哲         | 主演           |
| 2018年 | tvN     | 從天而降的一億顆星       | 劉真國         | 主演           |
| 2019年 | tvN     | 當惡魔呼喊你的名字時     | 惡魔柳／牟太江 | 主演           |
| 2019年 | tvN     | 愛的迫降                 | TAXI司機       | 特別出演第4集  |
| 2020年 | OCN     | RUGAL                    | 黃德九         | 主演           |
| 2021年 | JTBC    | 雪降花                   | 南泰日         | 政治線主要角色 |
| 2022年 | TVING   | 內科朴院長               | 崔亨錫         | 特別出演       |
| 2022年 | ENA     | 我把社長解鎖了           | 金成柱         | 主演           |
| 2023年 | Netflix | 獵犬                     | 金明吉         | 主演           |
| 2023年 | SBS     | 全國死刑公投             | 權皙妵         | 主演           |
| 2024年 | TVING   | 或好或壞的東載           | 南完成         | 主演           |
| 2025年 | Disney+ | 血謎拼圖                 | 權商範         | 特別出演       |
| 2025年 | MBC     | 孟教練的惡評者           | 孟孔           | 主演           |

### 電影
| 年份   | 片名                     | 角色         | 備註     |
| 1997年 | No.3                     |              |          |
| 1998年 | Story Of A Man           |              |          |
| 1998年 | If Sun Rise Up From West | 棒球选手     |          |
| 2000年 | 反則王                   |              |          |
| 2002年 | 賣火柴女孩的再臨         | 系統要員2    |          |
| 2003年 | 去火星的男人             | 京秀         |          |
| 2005年 | 無影劍                   | 馬佛         |          |
| 2005年 | 臥底流氓                 | 汉斗         |          |
| 2005年 | The Charming Girl        | 贞慧的前夫   |          |
| 2006年 | 向日葵                   | 崔民硕       |          |
| 2007年 | 無防備城市               | 洪警官       | 特別出演 |
| 2009年 | 鄭勝必失蹤事件           | 侍应生       | 特別出演 |
| 2009年 | 白夜行                   | 車勝祖       |          |
| 2009年 | 女朋友                   | 前夫         | 友情出演 |
| 2010年 | 汝怡島                   | 姜正勳       | 主演     |
| 2011年 | Hit                      | 哲修         | 主演     |
| 2013年 | 闇黑新世界               | 李仲九       |          |
| 2013年 | 接觸感應                 | 韓哲賢       |          |
| 2013年 | 恐怖故事2                | 朴部長       | 主演     |
| 2013年 | 同窗生                   | 李永鎬       | 特別出演 |
| 2014年 | 不標準情人               | 理髮店的顧客 | 友情出演 |
| 2014年 | 危險的傳聞               | 車成柱       | 主演     |
| 2014年 | 逆鱗                     | 洪國榮       |          |
| 2014年 | 高跟鞋                   | 洪檢察官     | 友情出演 |
| 2014年 | 為了皇帝                 | 鄭尚河       | 主演     |
| 2015年 | 殺人委託                 | 姜川         | 主演     |
| 2015年 | 無賴漢                   | 朴俊吉       | 主演     |
| 2015年 | 辦公室                   | 宗勳         | 主演     |
| 2016年 | 檢察官外傳               | 楊明宇       |          |
| 2016年 | 解語花                   | 警務局長     | 主演     |
| 2016年 | 代號：鐵鉻行動           | 朴南哲       | 特別出演 |
| 2017年 | 石造邸宅殺人事件         | 宋泰植       | 主演     |
| 2017年 | VIP                      | 國情院幹部   | 友情出演 |
| 2017年 | Method                   | 載夏         | 主演     |
| 2017年 | 騙徒                     | 郭昇建       | 主演     |
| 2018年 | 北風                     | 韩昌柱       | 友情出演 |
| 2018年 | 物怪                     | 陳龍         |          |
| 2018年 | 浴血圍城88天             | 李世民       | 主演     |
| 2018年 | Happy Together           | 姜錫鎮       | 主演     |
| 2019年 | 你的名字叫薔薇           | 明煥         | 主演     |
| 2019年 | 我身體裡的那個傢伙       | 張凡秀       | 主演     |
| 2020年 | 陰櫥                     | 明真的父亲   | 特別出演 |
| 2020年 | OK 老板娘                | 锡焕         | 主演     |
| 2021年 | 人质                     | 本人         | 特別出演 |
| 2022年 | 獵首密令                 | 东京支部要员 | 友情出演 |
| 2022年 | 巫師靈不靈！？           | 马星俊       | 主演     |
| 2022年 | 紳探追緝令               | 权道勋       | 主演     |
| 2023年 | 熊男                     | 罗熊男       | 主演     |
| 2023年 | 黑色直播                 | 绅士         | 主演     |
| 2023年 | 保护者                   | 应国         | 主演     |
| 2023年 | The Wild：野兽们的战争   | 宋佑哲       | 主演     |
| 2024年 | 殊死追踪                 | 印海         | 主演     |

### 綜藝節目
| 節目名稱   | 集數  | 播出日期       | 主持群                         |
| 海路先遣隊 | 全8集 | 2020年10月18日 | 朴星雄、金南佶、高圭弼、高我星 |

## 奖项荣誉
| 年份   | 頒獎典禮                   | 獎項                                  | 入圍作品                | 结果 |
| 2013年 | 第49屆百想藝術大獎         | 电影部门 最佳男配角                   | 《新世界》              | 提名 |
| 2013年 | 第22届釜日電影獎           | 最佳男配角                            | 《新世界》              | 提名 |
| 2013年 | 第50届大鐘獎               | 最佳男配角                            | 《新世界》              | 提名 |
| 2013年 | 第34届青龍電影獎           | 最佳男配角                            | 《新世界》              | 提名 |
| 2015年 | 第51屆百想藝術大獎         | 电影部门 最佳男配角                   | 《杀人委托》            | 提名 |
| 2016年 | SBS演技大獎                | 类型连续剧部门 男子特别演技奖         | 《Remember—兒子的戰爭》 | 獲獎 |
| 2019年 | 第27届大韩民国文化演艺大奖 | 电影部门 最佳男演员                   | 《我身体里的那个家伙》  | 獲獎 |
| 2023年 | SBS演技大獎                | 迷你劇類型及動作部門 男子最優秀演技獎 | 《全國死刑公投》        | 獲獎 |

## 外部連結
- NAVER （页面存档备份，存于）
- 官方網站 （页面存档备份，存于）